# Gottfried Konecny
Gottfried Konecny (* 17. Juni 1930 in Troppau, Tschechoslowakei; † 25. Juli 2024) war ein deutscher Geodät und Professor für Photogrammetrie und Ingenieurvermessungen.

## Leben
Konecny wuchs in der mährisch-schlesischen Stadt Troppau bzw. nach der Ausweisung der Familie 1946 in Neumarkt in der Oberpfalz auf. Nach dem Abitur studierte er Vermessungswesen an der Technischen Hochschule München, wobei er auch zwei Jahre des Studiums als Fulbright-Stipendiat an der Ohio State University, Columbus in den USA absolvierte. 1957 schloss er das Studium ab; 1959 folgte die Promotion ebenfalls an der Technischen Hochschule München. Danach durchschritt er eine akademische Laufbahn vom Hochschulassistenten, zum Associate Professor an der University of New Brunswick, Kanada (1962–1965) bis zum ordentlichen Professor und Leiter des Instituts für Photogrammetrie und GeoInformation an der Universität Hannover (1971–1998). 
Konecny hat sein Fachgebiet in der 2. Hälfte des 20. Jahrhunderts weltweit maßgeblich geprägt und gilt als der europäische Vater der Fernerkundung. Von Beginn seiner Tätigkeit in Hannover 1971 bis zu seiner Emeritierung 1998 lehrte er als Hochschullehrer. Er war für Entwicklung und Nutzung der Metric Camera, der weltweit ersten photogrammetrischen Weltraumkamera, wissenschaftlich verantwortlich, die 1983 auf dem NASA Space Shuttle flog. Weitere Höhepunkte seines Wirkens waren der unter seiner Leitung 1980 in Hamburg organisierte Weltkongress der Internationalen Gesellschaft für Photogrammetrie und Fernerkundung (ISPRS) sowie seine ISPRS-Präsidentschaft von 1984 bis 1988.
Seit 1984 war er aufgrund seiner wissenschaftlichen Leistungen Mitglied der Naturwissenschaftlichen Klasse der Sudetendeutschen Akademie der Wissenschaften und Künste. Für seine Leistungen auf dem Gebiet der Photogrammetrie wurde Professor Konecny vielfach ausgezeichnet, u. a. mit dem Bundesverdienstkreuz 1. Klasse der Bundesrepublik Deutschland im Jahr 1990, dem großen Sudetendeutschen Kulturpreis und Ehrendoktorwürden der Universität Tucumán (Argentinien), University of New Brunswick (Kanada), der Anna University (Indien) der Moskauer Staatsuniversität für Geodäsie und Kartographie (Московский государственный университет геодезии и картографии MIGAiK) sowie zwei Ehrenprofessuren der Universität Wuhan, VR China und der Sibirischen Staatsakademie für Geodäsie (Сибирский государственный университет геосистем и технологий SSGA), Nowosibirsk.
Gottfried Konecny starb am 25. Juli 2024 im Alter von 94 Jahren. Er war der Bruder des Physikers Ewald Konecny (1935–2019).